# 上北谷駅
上北谷駅（かみきただにえき）は、かつて新潟県見附市神保町（上北谷地区）に存在した、越後交通栃尾線の駅である。1973年（昭和48年）4月16日、栃尾線の部分廃止により廃駅となった。

## 歴史
- 1915年（大正4年）6月28日 - 栃尾鉄道上北谷(初代)-栃尾間に上太田駅[注釈 1]として新潟県古志郡上北谷村に新設される[1]。
- 1929年（昭和4年） 上北谷駅に改称。同時にそれまでの上北谷駅は太田駅に改称される。
- 1956年（昭和31年）11月20日 - 社名変更に伴い栃尾電鉄の駅となる。
- 1960年（昭和35年）10月1日 - 長岡鉄道、中越自動車との3社合併により越後交通の駅となる。
- 1973年（昭和48年） - 上見附-栃尾間廃止に伴い廃駅となる。

## 構造
開業当初は交換施設のない1面1線だったとみられる。拡張時期は不明だが、廃止時は相対式ホームを持つ2面2線。

## 駅周辺
- 上北谷公民館・上北谷地区ふるさとセンター
- 上北谷郵便局
- 見附市立上北谷小学校
- 東福寺
- 羽黒神社 (長岡市小貫) - 阪神電気鉄道初代社長、外山脩造と関わりがある。後年になって顕彰碑が建てられた。

## バス路線
越後交通 上北谷バス停
- 急行長岡駅前=見附=栃尾（楡原トンネル経由、小貫経由）

## 駅跡
刈谷田川橋梁から続く刈谷田サイクリングロードの終点となり、敷地は一面コンクリートが敷かれている。栃尾側はこの先の稚児清水川までの間400mほど路盤が消滅している。

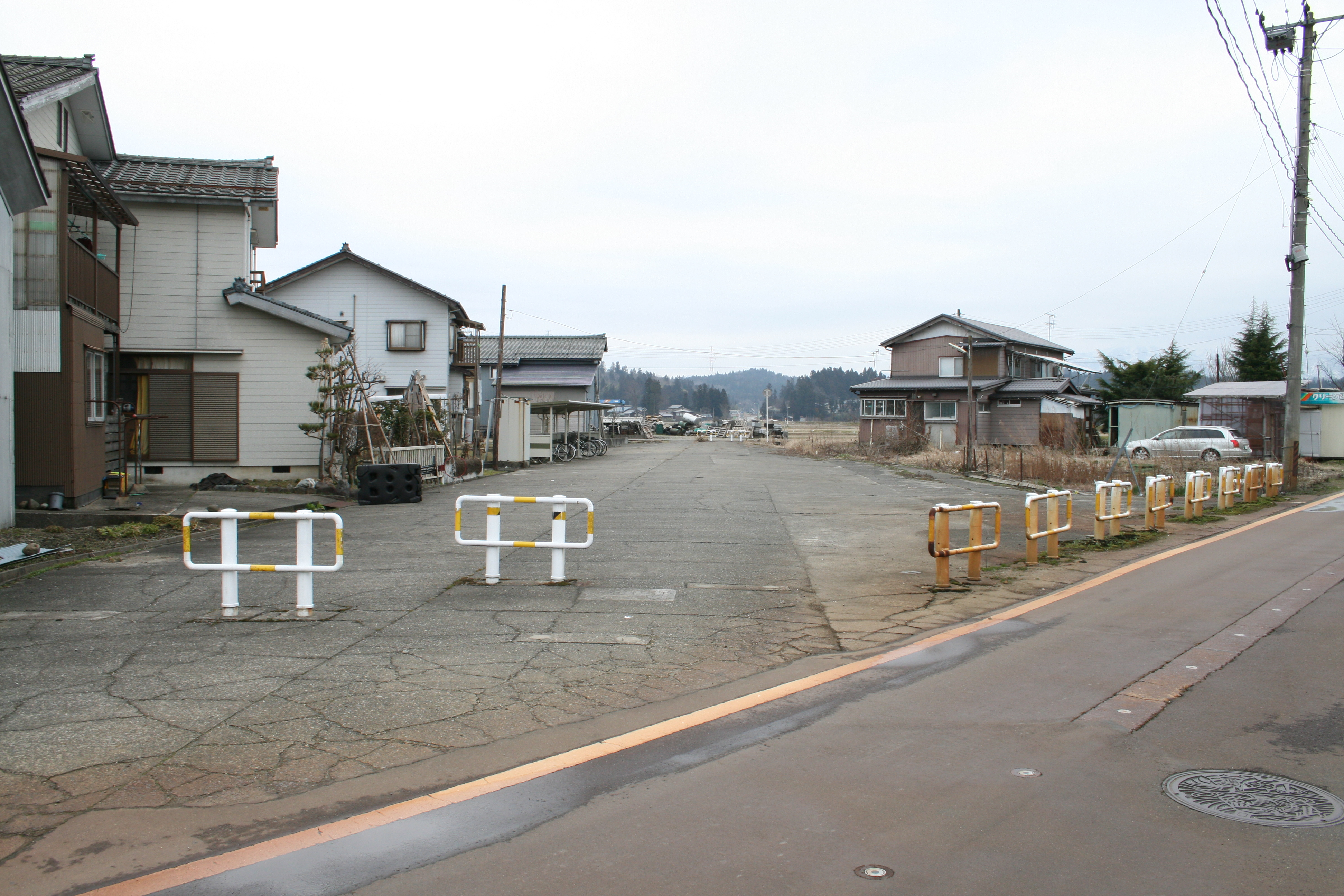
上北谷駅跡。敷地は自転車道の終点となっている。（2007年3月4日撮影）

## 隣の駅
越後交通
越後交通栃尾線
太田駅 - 上北谷駅 - 楡原駅